# Кронберг им Таунус
Кронберг им Таунус (на немски: Kronberg im Taunus; до 17 октомври 1933 г. Cronberg) е курортен град в Германия, разположен в окръг Горен Таунус, провинция Хесен. Намира се на 200 – 400 метра надморска височина. Населението на града към 31 декември 2021 г. е 18 322 души.
Градът носи името си от замъка Бург Кронберг, който от 1220 до 1704 г е. резиденция на рицарите фон Кронберг. През 1330 г. Хартмут IV фон Кронберг получава от император Лудвиг IV Баварски градските права за селището на замъка и има право да го обгради със стена.

## География
На североизток от него се намира град Оберурсел, на югоизток град Щайнбах, на юг са градовете Ешборн и Швалбах ам Таунус, а на запад от него е град Кьонигщайн им Таунус.
Съставни части на града са Кронберг, Оберхьохщат и Шьонберг.